# 山際千津枝
山際 千津枝（やまぎわ ちづえ、1947年6月1日 - ）は日本の料理研究家、栄養士である。福岡県北九州市出身。

## 人物
- 1967年より料理研究家としての活動を開始。
- 1983年、山際生活デザイン研究所を立ち上げる[2]。
- 現在は料理研究家としての活動以外にも、講演、公的機関の委員、テレビ・ラジオのコメンテータ等としても活躍。

## 出演番組
- 開店! ウメ子食堂（RKBラジオ）（毎週火曜日）
- めんたいワイド（福岡放送）コメンテーター